# عنابی

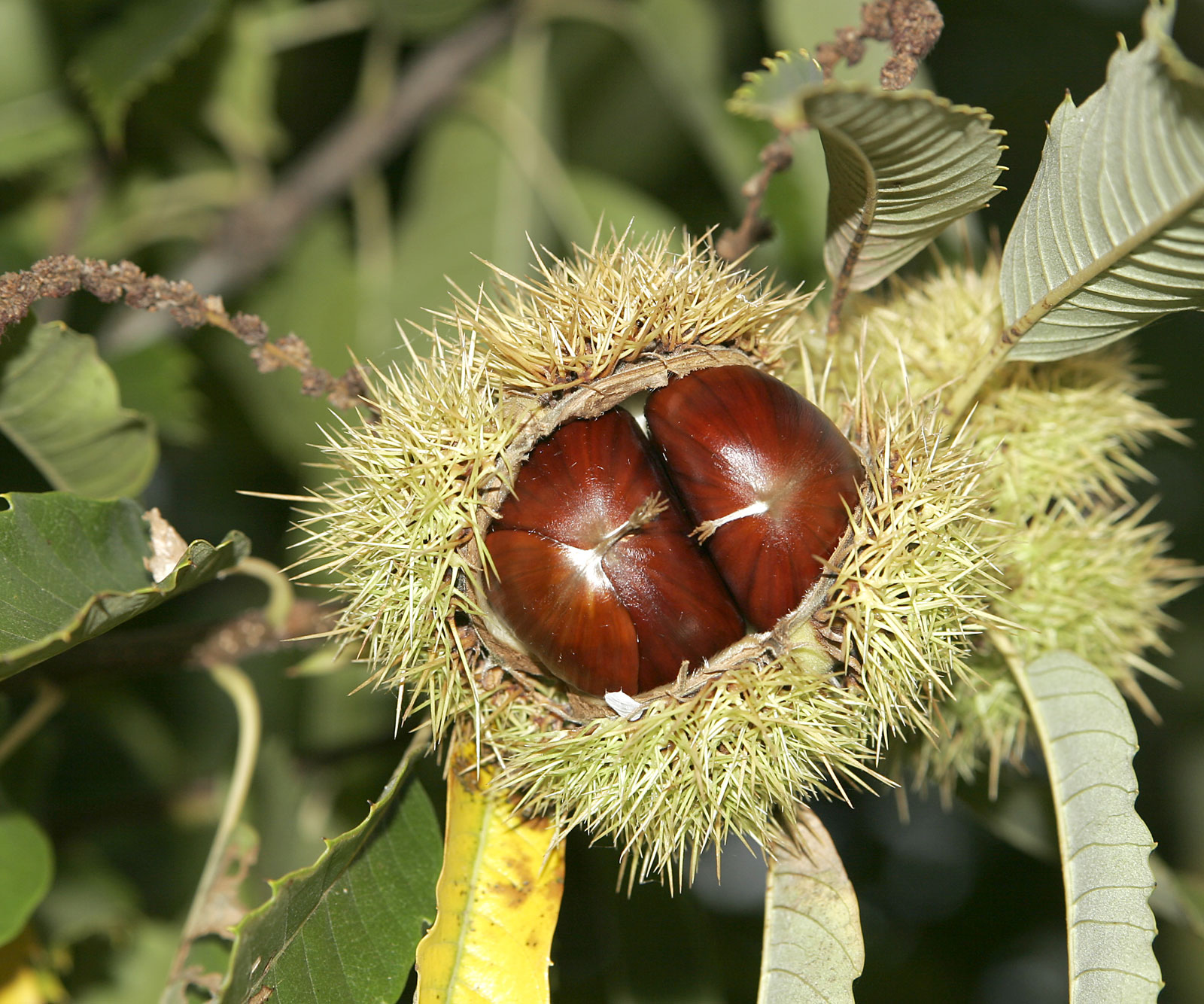
واژهٔ مارون از کلمه فرانسوی maron به معنای شاه‌بلوط گرفته شده‌است.

عَنّابی (مارون)، رنگ قهوه‌ای مایل به سرخ است که نام خود را از واژهٔ فرانسوی Marron یا شاه‌بلوط گرفته‌است. «مارون» نیز یکی از ترجمه‌های فرانسوی برای رنگ «قهوه‌ای» است. این رنگ، به زبان اردو نیز «عنابی» نامیده می‌شود.